# Selección masculina de rugby 7 de Perú
La selección masculina de rugby 7 del Perú también llamada Los Tumis VII es el equipo de Perú de la modalidad de rugby 7 regulada por la Federación Peruana de Rugby.

## Historia
Su primera competición internacional oficial fue el Seven Sudamericano Masculino 2006 disputado en Asunción obteniendo el octavo puesto luego de perder frente al seleccionado de Venezuela en la definición.

## Proveedores
Listado de marcas que vistieron a la selección peruana:
| Período   | Proveedor   | Logotipo |
| --------- | ----------- | -------- |
| 2021-2022 | New Balance |          |

## Participación en copas
| - Seven de Punta del Este 2000: Cuartos de final Bowl - Seven de Mar del Plata 2000: Cuartos de final Bowl - Circuito Sudamericano de Seven 2013-14: - Corrientes - 5° puesto / Mar del Plata - No jugó / Viña del Mar - 6° puesto - Circuito Sudamericano de Seven 2014-15: - Corrientes - No jugó / Mar del Plata - 5° puesto / Viña del Mar - 4° puesto - Circuito Sudamericano de Seven 2016-17: - American Sevens - 2° puesto / Sudamérica Rugby Sevens 2017 - No clasificó - Sudamérica Rugby Sevens 2018: No clasificó - Sudamérica Rugby Sevens 2019: No clasificó - Asunción 2006: 8º puesto (último) - Viña del Mar 2007: 6º puesto - Punta del Este 2008: 6º puesto - São José dos Campos 2009: 7º puesto - Mar del Plata 2010: 7º puesto - Bento Gonçalves 2011: 7º puesto - Río de Janeiro 2012: 6º puesto - Río de Janeiro 2013: 6º puesto - Santiago 2014: 7º puesto (último) - Santa Fe 2015: 7º puesto (último) - Santiago 2019: 7º puesto - Viña del Mar 2020: No participó - San José 2021: 4º puesto - San José 2022: No participó - Montevideo 2023: 5º puesto - Lima 2024: 6º puesto - Lima 2025: 5º puesto | - Río 2016: No clasificó - Tokio 2020: No clasificó - Guadalajara 2011: No clasificó - Toronto 2015: No clasificó - Lima 2019: No clasificó - Santiago 2023: No clasificó - Santiago 2014: 7º puesto (último) - Cochabamba 2018: No participó - Asunción 2022: 7º puesto (último) - Trujillo 2013: 4º puesto - Santa Marta 2017: 5º puesto (último) - Valledupar 2022: No participó - Ayacucho 2024: 3º puesto - Rainforest Rugby Seven´s 2014: 1° puesto - Copa Desafío Volaris 2019: 3° puesto |

## Palmarés
- Rainforest Rugby Seven's: 
  - Campeón (1): 2014[3]

## Estadísticas
- Solo se contabilizan partidos en torneos oficiales.
- Último Test Match considerado: Perú 31 - 12 Costa Rica, 25 de mayo de 2025 - Seven Sudamericano Masculino 2025.

| Adversario           | Jugados | Ganados | Perdidos | Empatados | % Efectividad | Mejor resultado |
| -------------------- | ------- | ------- | -------- | --------- | ------------- | --------------- |
| Alemania             | 1       | 0       | 1        | 0         | 0.0%          | 7 - 12          |
| Argentina            | 11      | 0       | 11       | 0         | 0.0%          |                 |
| Brasil               | 13      | 0       | 13       | 0         | 0.0%          |                 |
| Chile                | 18      | 0       | 18       | 0         | 0.0%          | 0 - 27          |
| Colombia             | 19      | 3       | 16       | 0         | 20.0%         | 26 - 10         |
| Costa Rica           | 6       | 5       | 1        | 0         | 75.0%         | 41 - 7          |
| Ecuador              | 3       | 3       | 0        | 0         | 100.0%        | 38 - 5          |
| El Salvador          | 3       | 3       | 0        | 0         | 100.0%        | 41 - 0          |
| España               | 1       | 0       | 1        | 0         | 0.0%          | 5 - 31          |
| Estados Unidos       | 1       | 0       | 1        | 0         | 0.0%          | 10 - 17         |
| Francia              | 2       | 0       | 2        | 0         | 0.0%          | 0 - 50          |
| Guatemala            | 10      | 10      | 0        | 0         | 100.0%        | 40 - 0          |
| Honduras             | 1       | 1       | 0        | 0         | 100.0%        | 36 - 0          |
| Nicaragua            | 1       | 1       | 0        | 0         | 100.0%        | 64 - 0          |
| Nueva Zelanda        | 2       | 0       | 2        | 0         | 0.0%          | 0 - 53          |
| Panamá               | 5       | 5       | 0        | 0         | 100.0%        | 53 - 0          |
| Paraguay             | 21      | 7       | 13       | 1         | 33.33%        | 20 - 12         |
| República Dominicana | 1       | 0       | 1        | 0         | 0.0%          | 17 - 22         |
| Uruguay              | 10      | 0       | 10       | 0         | 0.0%          |                 |
| Venezuela            | 14      | 9       | 4        | 1         | 75.0%         | 40 - 0          |
| Total                | 143     | 47      | 94       | 2         | 30.57%        | -               |

## Resultados destacados
- Solo se contabilizan partidos en torneos oficiales.

|    | Año  | Rival       | Resultado | Diferencia |
| -- | ---- | ----------- | --------- | ---------- |
| 1  | 2014 | Nicaragua   | 64 - 0    | +64        |
| 2  | 2024 | Panamá      | 53 - 0    | +53        |
| 3  | 2019 | Panamá      | 48 - 0    | +48        |
| 4  | 2014 | Panamá      | 47 - 0    | +47        |
| 5  | 2016 | Panamá      | 46 - 0    | +46        |
| 6  | 2019 | El Salvador | 41 - 0    | +41        |
| 7  | 2011 | Venezuela   | 40 - 0    | +40        |
| 8  | 2014 | Guatemala   | 40 - 0    | +40        |
| 9  | 2014 | El Salvador | 40 - 0    | +40        |
| 10 | 2019 | Guatemala   | 38 - 0    | +38        |

|    | Año  | Rival         | Resultado | Diferencia |
| -- | ---- | ------------- | --------- | ---------- |
| 1  | 2015 | Uruguay       | 0 - 76    | -76        |
| 2  | 2023 | Brasil        | 0 - 68    | -68        |
| 3  | 2015 | Argentina     | 0 - 64    | -64        |
| 4  | 2000 | Nueva Zelanda | 0 - 63    | -63        |
| 5  | 2015 | Chile         | 0 - 61    | -61        |
| 6  | 2015 | Brasil        | 0 - 61    | -61        |
| 7  | 2006 | Argentina     | 0 - 61    | -61        |
| 8  | 2000 | Francia       | 0 - 58    | -58        |
| 9  | 2023 | Uruguay       | 0 - 55    | -55        |
| 10 | 2010 | Argentina     | 0 - 54    | -54        |